# チリサッカー連盟
チリサッカー連盟（チリサッカーれんめい、スペイン語: Federación de Fútbol de Chile）は、チリにおけるサッカーを統括する競技運営団体。略称はFFC。国際サッカー連盟（FIFA）と南米サッカー連盟（CONMEBOL）に加盟している。
国内サッカーリーグであるプリメーラ・ディビシオンの運営を行い、サッカーチリ代表などを組織する。本部はサンティアゴ・デ・チレに置かれる。

## 主な運営組織
- サッカーチリ代表
- サッカーチリ女子代表
- U-23サッカーチリ代表（英語版）